# 新化站 (湖南省)
新化站，位于中华人民共和国湖南省娄底市新化县上梅镇，是沪昆铁路上的火车站，建于1970年，由广州铁路集团娄底车务段管辖。

## 车站周边
- 君临酒店
- 中国工商银行梅城分理处
- 新化华鸿大酒店
- 新化菲利阁酒店
- 中国邮政储蓄银行新化车站支行
- 中国建设银行星火储蓄所
- 中国银行新化支行梅山田分理处
- 中国农业银行城南分理处
- 新化县粮食局
- 娄底天之蓝大酒店
- 新化新大地影城
- 西苑大酒店
- 新化广播电视大学

## 历史
- 建于1970年。